# Саного, Абоу
Абоу Саного (фр. Abou Sanogo, род. 20 декабря 1994) — ивуарийский шоссейный велогонщик.

## Карьера
В 2015 году принял участие на Африканских играх, проходивших в Браззавиле (Республика Конго). Позднее в том же году стал чемпионом Кот-д'Ивуара.
В последующие годы отметился победами на этапах Туре дю Фасо и Туре Кот-д’Ивуара проходивших в рамках Африканского тура UCI и участием на чемпионате Африки.

## Достижения
2015
 Чемпион Кот-д'Ивуара — групповая гонка
 Чемпион Кот-д'Ивуара — групповая гонка U23
72 heures du Sud
1-й в генеральной классификации
1-й этап
5-й и 10-й этапы на Тур де л'эст интернациональ
2016
2-й на Чемпионат Кот-д'Ивуара — групповая гонка
1-й этап на Тур Того
Тур Бенина
2-й в генеральной классификации
5-й этап
3-й и 11-й этапы на Тур де л'эст интернациональ
2-й этап на Тур независимости Кот-д'Ивуара
7-й этап на Тур Кот-д’Ивуара
2017
5-й этап на Тур Бенина
Grand Prix de la Commune d'Attécoubé
1-й и 9-й этапы на Тур дю Фасо
2018
1-й и 3-й этапы на Тур Мали
Grand Prix de la Commune d'Attécoubé
6-й этап на Тур Кот-д’Ивуара
2019
Tour de Treichville
Тур де л'эст интернациональ
2-й в генеральной классификации
3-й и 8-й этапы
2-й этап на Тур Кот-д’Ивуара
2021
Тур Кот-д’Ивуара
1-й в генеральной классификации
1-й, 3-й, 4-й, 5-й и 6-й этапы
2-й на Чемпионат Кот-д'Ивуара — групповая гонка
2022
Пролог на Тур де л’эст интернациональ
Тур Кот-д’Ивуара
3-й в генеральной классификации
7-й этап
2-й на Чемпионат Кот-д'Ивуара — групповая гонка

## Рейтинги
| Год                 | 2015 | 2016   | 2017   | 2018   | 2019   | 2020   | 2021   | 2022   | 2023   |
| ------------------- | ---- | ------ | ------ | ------ | ------ | ------ | ------ | ------ | ------ |
| Мировой рейтинг UCI |      | 2107-й | 2905-й | 1313-й | 2859-й | 2163-й | 2301-й | 1569-й | 1546-й |
| Африканский тур UCI | 53-й | 163-й  | 259-й  | 67-й   | 179-й  | 99-й   | 126-й  | 87-й   | -      |
|                     |      |        |        |        |        |        |        |        |        |
| Источник: UCI       |      |        |        |        |        |        |        |        |        |